# Igor Semjonowitsch Kon

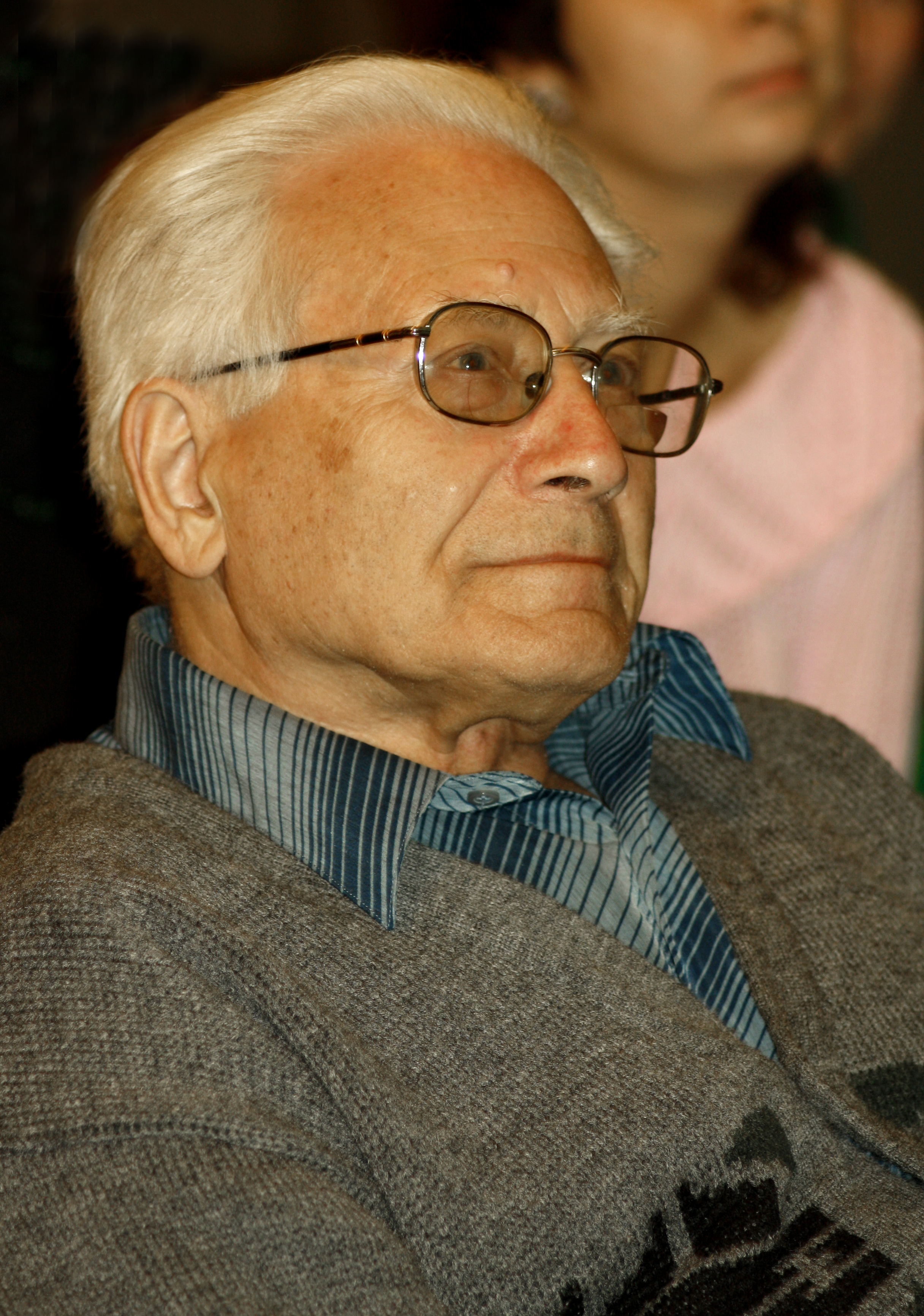
Igor Kon (2010)

Igor Semjonowitsch Kon (russisch Игорь Семёнович Кон; * 21. Mai 1928 in Leningrad; † 27. April 2011 in Moskau) war ein russischer Soziologe und Sexualwissenschaftler.

## Leben
Kon gilt als Pionier der russischen Sexualwissenschaft. Er war der erste sowjetische Wissenschaftler, der die Streichung der Homosexualität von der Liste der psychischen Krankheiten gefordert hatte, und erforschte insbesondere die Stellung sexueller Minderheiten. Ein weiterer großer Forschungsschwerpunkt war die Wechselwirkung von Sexualität und Kultur.
In den letzten Jahren kritisierte Kon, dass Gleichberechtigung in Russland nur Propaganda sei, keine Realität. Der Mann sehe sich dort als dominant an, Sexismus und der Macho-Kult vergangener Zeiten seien noch heute existent. Eine Diskussion über Geschlechterrollen finde nicht statt oder würde sogar unterdrückt. Männer würden zwar sexuellen Kontakt mit Frauen suchen, ansonsten aber weiterhin in einer Männergesellschaft leben und mit Frauen nicht viel anfangen können. Da das sehr konservative Idealbild des Mannes durch viele nicht erreicht werde, sei die Homophobie ein ideales Mittel, um sich selber „aufwerten“ zu können. Männer würden schnell als schwul gelten, wenn sie sich gegenüber Homosexuellen als tolerant zeigen würden.
Kon sah in der Sowjetunion einen Zusammenhang zwischen dem öffentlichen Verdrängen der Sexualität und der (sexuellen) Gewaltbereitschaft insbesondere bei Jugendlichen, beispielsweise die sehr hohe Zahl an Vergewaltigungen an Schulen. Viele seien nicht fähig gewesen, sexuelle Wünsche zu artikulieren.
Innerhalb der Deutschen Gesellschaft für Sozialwissenschaftliche Sexualforschung war er Mitglied des Internationalen Kuratoriums.

## Veröffentlichungen
- Igor Kon / James Riordan (Hrsg.): Sex and Russian Society. 168 S., Pluto Press, London 1993.
- Kon I. S. Der Positivismus in der Soziologie. Akademie-Verlag, Berlin, 1968.
- I. S. Kon: Soziologie der Persönlichkeit. Pahl-Rugenstein Verlag, Köln 1971, ISBN 3-7609-0041-0
- Igorʹ Semenovič Kon: Die Entdeckung des Ichs. Pahl-Rugenstein Verlag, Köln 1984, ISBN 978-3-7609-0855-7
- Igorʹ Semenovič Kon: Einführung in die Sexuologie. In: Kul'tura seksologija (dt.). Deutscher Verlag der Wissenschaften, Berlin 1985, S. 344–376.
- Igorʹ Semenovič Kon: Einführung in die Sexologie. Pahl-Rugenstein Verlag, Köln 1985, ISBN 978-3-7609-0896-0, S. 344–376.